# 高琛 (北朝)
趙郡王高琛（？—？），字永寶，北齊文穆帝高树生与继室赵氏所生子，神武帝高歡之异母弟。年少時便已擅長弓馬，為人有志氣。
高歡已經匡扶天下後，於北魏中興元年（531年），授高琛散騎常侍、鎮西將軍、金紫光祿大夫等職位。高琛已經居於禁衞，為人恭勤縝密，率先左右。太昌元年（532年），除車騎大將軍、左光祿大夫，封為南趙郡公，食邑五千戶。再拜為驃騎大將軍、特進、開府儀同三司、散騎常侍。
永熙二年（533年），除使持節、都督定州刺史、六州大都督。高琛為人推誠撫納，提拔名士，甚有聲譽。其後斛斯椿等挑釁結仇，高歡即將定謀向內討伐，以晉陽為根本，召高琛留掌後方事務，以為并、肆、汾大行臺僕射，統領六州九酋長大都督，高歡相府政事皆由高琛悉數決定。
東魏天平年間（534年－537年），除御史中尉，高琛正色糾彈，無所回避，遠近肅然。其後因與高歡愛妾小爾朱氏私通，被高歡當場捉住杖打致死。當時只有二十三歲。朝廷贈使持節、侍中、都督冀、定、滄、瀛、幽、殷、并、肆、雲、朔十州諸軍事、驃騎大將軍、冀州刺史、太尉、尚書令，諡號為「貞平」。其子高叡繼嗣。
北齊天統三年（567年），武成帝高湛以高叡功高，追贈高琛為趙郡王，其妻元季艷亦追贈為趙郡王妃，諡號為「貞昭」，並恢復了她華陽長公主的身份。

## 延伸阅读
[在维基数据编辑]
 《北齊書/卷13》，出自李百药《北齊書》
 《北史·卷051》，出自李延壽《北史》